# Sommesnil
Sommesnil è un comune francese di 90 abitanti situato nel dipartimento della Senna Marittima nella regione della Normandia.

## Società

### Evoluzione demografica
Abitanti censiti